# Référendum bulgare de 2016
Le référendum en Bulgarie de 2016 s'est tenu le 6 novembre 2016, en même temps que l'élection présidentielle, pour répondre aux trois propositions suivantes :
- Soutenez-vous l'élection des membres du Parlement par un scrutin uninominal majoritaire à deux tours ?
- Soutenez-vous l'introduction de l'obligation de vote pour les élections et les référendums ?
- Soutenez-vous la limitation des subventions de l'État aux partis politiques à 1 lev par vote valide pour les dernières élections[1] ?

## Contexte
Ce référendum fait suite à une pétition lancée par l'animateur de télévision Slavi Trifonov. La Cour constitutionnelle n'a retenu que trois des six questions initialement proposées.

## Résultat
| Question               | Pour      | Pour  | Contre  | Contre | Aucun des deux | Aucun des deux | Nuls/ blancs | Total des votes | Inscrits  | Partici- pation | Résultat |
| Question               | Votes     | %     | Votes   | %      | Votes          | %              | Nuls/ blancs | Total des votes | Inscrits  | Partici- pation | Résultat |
| ---------------------- | --------- | ----- | ------- | ------ | -------------- | -------------- | ------------ | --------------- | --------- | --------------- | -------- |
| Mode de scrutin        | 2 509 340 | 73,79 | 560 261 | 16,48  | 330 894        | 9,73           | 87 763       | 3 400 495       | 6 865 086 | 50,81           | Invalide |
| Vote obligatoire       | 2 158 981 | 63,48 | 905 689 | 26,63  | 336 172        | 9,88           | 87 763       | 3 400 842       | 6 865 086 | 50,81           | Invalide |
| Subventions aux partis | 2 516 893 | 74,02 | 523 755 | 15,40  | 359 743        | 10,58          | 87 763       | 3 400 391       | 6 865 086 | 50,81           | Invalide |
| Source: CIK            |           |       |         |        |                |                |              |                 |           |                 |          |

## Analyse des résultats
Les résultats sont nettement en faveur des trois propositions soumises à référendum. Cependant, les référendums en Bulgarie doivent recueillir un certain nombre de voix par rapport au nombre de personnes pouvant voter pour être déclarés valides. Ce pourcentage de participation, ou quorum, est fixé à celui ayant été atteint lors de l'élection la plus récente. 
Les élections législatives bulgares de 2014 ayant atteint un taux de participation de 51,05 %, le quorum n'a pas été atteint lors de ce référendum, et ses résultats sont par conséquent légalement non-contraignants. 
Le seuil de 20 % de participation ayant néanmoins été atteint, le parlement Bulgare sera amené à voter sur ces propositions.